# Budapest Wolves 2018
Questa voce raccoglie le informazioni riguardanti i Budapest Wolves nelle competizioni ufficiali della stagione 2018.

## Maschile

### Prima squadra

#### Hungarian Football League 2018

##### Stagione regolare
| 24 marzo 2018, ore 15:00 1ª giornata | Fehérvár Enthroners | 7 – 35 | Budapest Wolves |  |

| 8 aprile 2018, ore 14:00 2ª giornata | Budapest Wolves | 20 – 0 | Dunaújváros Gorillaz |  |

| 22 aprile 2018 3ª giornata | Budapest Wolves | 37 – 8 | Budapest Cowbells |  |

| 6 maggio 2018 5ª giornata | Miskolc Steelers | 21 – 13 | Budapest Wolves |  |

| 20 maggio 2018 6ª giornata | Nyíregyháza Tigers | 26 – 32 | Budapest Wolves |  |

| 2 giugno 2018 7ª giornata | Budapest Eagles | 0 – 37 | Budapest Wolves |  |

| 16 giugno 2018 8ª giornata | Budapest Wolves | 37 – 14 | Győr Sharks |  |

##### Playoff
| 30 giugno 2018 Semifinale | Budapest Wolves | 35 – 20 | Nyíregyháza Tigers |  |

| 14 luglio 2018 Hungarian Bowl | Budapest Wolves | 34 – 30 | Miskolc Steelers |  |

#### Statistiche di squadra
| Competizione      | %Vittorie | In casa | In casa | In casa | In casa | In casa | In casa | In trasferta | In trasferta | In trasferta | In trasferta | In trasferta | In trasferta | Totale | Totale | Totale | Totale | Totale | Totale |
| Competizione      | %Vittorie | G       | V       | N       | P       | Pf      | Ps      | G            | V            | N            | P            | Pf           | Ps           | G      | V      | N      | P      | Pf     | Ps     |
| ----------------- | --------- | ------- | ------- | ------- | ------- | ------- | ------- | ------------ | ------------ | ------------ | ------------ | ------------ | ------------ | ------ | ------ | ------ | ------ | ------ | ------ |
| Stagione regolare | .857      | 3       | 3       | 0       | 0       | 94      | 22      | 4            | 3            | 0            | 1            | 117          | 54           | 7      | 6      | 0      | 1      | 211    | 76     |
| Playoff           | 1.000     | 2       | 2       | 0       | 0       | 69      | 50      | 0            | 0            | 0            | 0            | 0            | 0            | 2      | 2      | 0      | 0      | 69     | 50     |
| Totale            | .889      | 5       | 5       | 0       | 0       | 163     | 72      | 4            | 3            | 0            | 1            | 117          | 54           | 9      | 8      | 0      | 1      | 280    | 126    |

### Seconda squadra

#### Divízió II 2018

##### Stagione regolare
| Miskolc 17 marzo 2018, ore 14:00 1ª giornata | Miskolc Steelers 2 | 6 – 14 | Budapest Wolves 2 | Miskolci Rendészeti Szakközépiskola |

| Budapest 30 marzo 2018, ore 14:00 2ª giornata | Budapest Wolves 2 | 23 – 24 | Tatabánya Mustangs | Sport13 |

| Budapest 15 aprile 2018, ore 15:00 3ª giornata | Rebels Oldboys | 27 – 3 | Budapest Wolves 2 | Sport13 |

| Eger 13 maggio 2018, ore 15:00 6ª giornata | Eger Heroes | 29 – 6 | Budapest Wolves 2 | Északi Sportpálya |

| Budapest 9 giugno 2018, ore 14:00 8ª giornata | Budapest Wolves 2 | 13 – 32 | Boda Troopers | Sport13 |

| Budapest 24 giugno 2018, ore 15:00 10ª giornata | Budapest Wolves 2 | 19 – 7 | VSD Rangers | Sport13 |

#### Statistiche di squadra
| Competizione      | %Vittorie | In casa | In casa | In casa | In casa | In casa | In casa | In trasferta | In trasferta | In trasferta | In trasferta | In trasferta | In trasferta | Totale | Totale | Totale | Totale | Totale | Totale |
| Competizione      | %Vittorie | G       | V       | N       | P       | Pf      | Ps      | G            | V            | N            | P            | Pf           | Ps           | G      | V      | N      | P      | Pf     | Ps     |
| ----------------- | --------- | ------- | ------- | ------- | ------- | ------- | ------- | ------------ | ------------ | ------------ | ------------ | ------------ | ------------ | ------ | ------ | ------ | ------ | ------ | ------ |
| Stagione regolare | .333      | 3       | 1       | 0       | 2       | 55      | 63      | 3            | 1            | 0            | 2            | 23           | 62           | 6      | 2      | 0      | 4      | 78     | 125    |
| Totale            | .333      | 3       | 1       | 0       | 2       | 55      | 63      | 3            | 1            | 0            | 2            | 23           | 62           | 6      | 2      | 0      | 4      | 78     | 125    |

## Femminile

### AFL - Division Ladies 2018

#### Stagione regolare
| 1º settembre 2018, ore 15:00 1ª giornata | Budapest Wolves Ladies | 16 – 6 (8-0 8-0 0-6 0-0) | Schwaz Hammers Ladies |  |

| 9 settembre 2018, ore 13:00 2ª giornata | Budapest Wolves Ladies | 12 – 0 | Salzburg Ducks Ladies |  |

| 6 ottobre 2018, ore 15:00 CEST 5ª giornata | Telfs Patriots Ladies | 0 – 6 (0-0 0-6 0-0 0-0) | Budapest Wolves Ladies | (185 spett.) |

| 20 ottobre 2018, ore 15:00 CEST 6ª giornata | Vienna Vikings Ladies | 48 – 0 | Budapest Wolves Ladies |  |

| 10 novembre 2018, ore 14:00 CEST 8ª giornata | Budapest Wolves Ladies | 6 – 8 | Danube Dragons Ladies |  |

#### Playoff
| Vienna 17 novembre 2018, ore 13:00 Finale 3º - 4º posto | Budapest Wolves Ladies | 34 – 0 (8-0 26-0 0-0 0-0) | Telfs Patriots Ladies | Footballzentrum Ravelinstraße |

### Statistiche di squadra
| Competizione      | %Vittorie | In casa | In casa | In casa | In casa | In casa | In casa | In trasferta | In trasferta | In trasferta | In trasferta | In trasferta | In trasferta | Totale | Totale | Totale | Totale | Totale | Totale |
| Competizione      | %Vittorie | G       | V       | N       | P       | Pf      | Ps      | G            | V            | N            | P            | Pf           | Ps           | G      | V      | N      | P      | Pf     | Ps     |
| ----------------- | --------- | ------- | ------- | ------- | ------- | ------- | ------- | ------------ | ------------ | ------------ | ------------ | ------------ | ------------ | ------ | ------ | ------ | ------ | ------ | ------ |
| Stagione regolare | .600      | 3       | 2       | 0       | 1       | 34      | 14      | 2            | 1            | 0            | 1            | 6            | 48           | 5      | 3      | 0      | 2      | 40     | 62     |
| Playoff           | 1.000     | 1       | 1       | 0       | 0       | 34      | 0       | 0            | 0            | 0            | 0            | 0            | 0            | 1      | 1      | 0      | 0      | 34     | 0      |
| Totale            | .667      | 4       | 3       | 0       | 1       | 68      | 14      | 2            | 1            | 0            | 1            | 6            | 48           | 6      | 4      | 0      | 2      | 74     | 62     |